# Habenaria bosseriana
Espèce
Synonymes
- Bilabrella bosseriana (Szlach. & Olszewski) Szlach. & Kras-Lap.[1]

Habenaria bosseriana  Szlach. & Olszewski  est une espèce de plantes de la famille des orchidées et du genre Habenaria. Elle est endémique du Cameroun.

## Étymologie
Son épithète spécifique bosseriana rend hommage au botaniste français Jean Bosser, spécialiste des Orchidées d'Afrique tropicale.

## Distribution
Endémique du Cameroun, elle n'est connue qu'à travers une seule collecte réalisée le 11 juillet 1972 par A.J.M. Leeuwenberg au lac Monoun, au nord-ouest de Foumbot dans la région de l'Ouest, à une altitude de 1 200 m.